# Alkekung
Alkekung (Alle alle) är en fågel i familjen alkor som placeras som ensam nu levande art inom släktet Alle. Den häckar i nordligaste holarktiska regionen och ses vintertid regelbundet utefter Sveriges västkust.

## Utseende

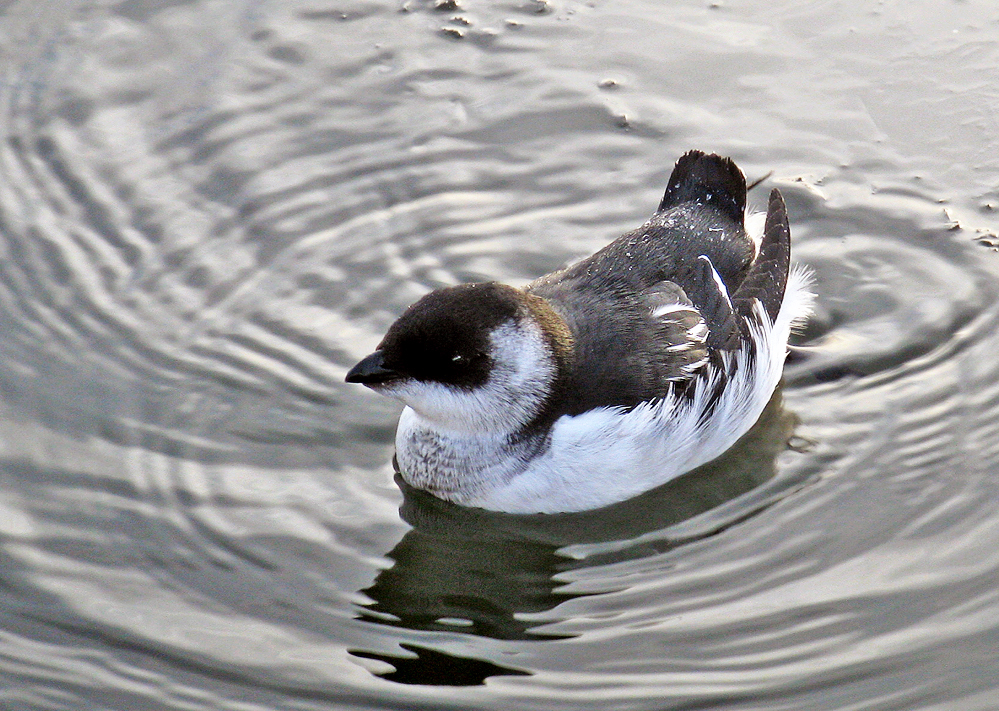
Adult i vinterdräkt.

Alkekungen är tydligt mindre än andra i Atlanten förekommande alkor med en totallängd på 19–21 cm (jämför till exempel lunnefågel, cirka 33 cm och sillgrissla, 38–46 cm), vingspann på 34 till 38 cm och kroppsvikt på omkring 150–175 gram. I sommardräkt är adulta fåglar svarta på huvud, bröst, rygg, stjärt. Vingen är på ovansidan svart med vit bakre kant närmast kroppen, och med små vita markeringar. På undersidan är vingen gråaktig. Kroppens undersida är vit. I vinterdräkt är även bröstet och huvudets sidor vita. 
Kroppen är ganska satt, i flykten tydligt spolformad, och huvudet proportionellt sett stort. Näbben är mycket kort och knubbig. Ögon och näbb är i alla dräkter svarta, dock har de flesta individer en liten men tydlig vit ögonfläck. Fötterna grå med simhud. Könen är lika, men ungfåglarnas första vinterdräkt kan ofta vara brunaktig.
Alkekungen flyger något ostadigt, med mycket snabba vingslag och som alla alkor tätt över havsytan. Ligger ofta mycket lågt på vattnet med släpande vingar mellan dykningarna.

## Läte
I häckningskolonierna hörs tjattrande och kvittrande ramsor "krrii-äk ak ak ak ak" som tillsammans bildar en brusande kör. En gnäggande ramsa hörs från flygande fågel som varningsläte.

## Utbredning och systematik
Alkekungen häckar cirkumpolärt i Norra ishavet, främst från Grönland och österut till nordvästra arktiska Ryssland. Den övervintrar i de nordligare delarna av Atlanten och dess kuster ner till Nordsjön, Skagerack i Europa, och så långt söderut som Florida i USA.
Alkekungen placeras som ensam art inom släktet Alle och delas upp i två underarter:
- mindre alkekung[6] Alle alle alle, nominatformen, häckar på östra delen av Baffinön, Grönland, Island, Jan Mayen, Novaja Zemlja och på Svalbard
- Alle alle polaris häckar på Frans Josefs land och Severnaja Zemlja, österut genom arktiska Ryssland till Berings hav och på ön St. Lawrence i Alaska.

### Förekomst i Skandinavien
Alkekungen ses vintertid regelbundet vid Sveriges och Norges västkust, vissa år i stora antal. Vid kraftiga västliga vinterstormar kan den föras in längre in över fastlandet och den har observerats i alla Sveriges landskap. I Sverige har den observerats under alla årets månader förutom juni och juli.
År 1865 häckade ett par förvånansvärt nog i Bottniska viken i Haukipudas norr om Uleåborg.

## Ekologi

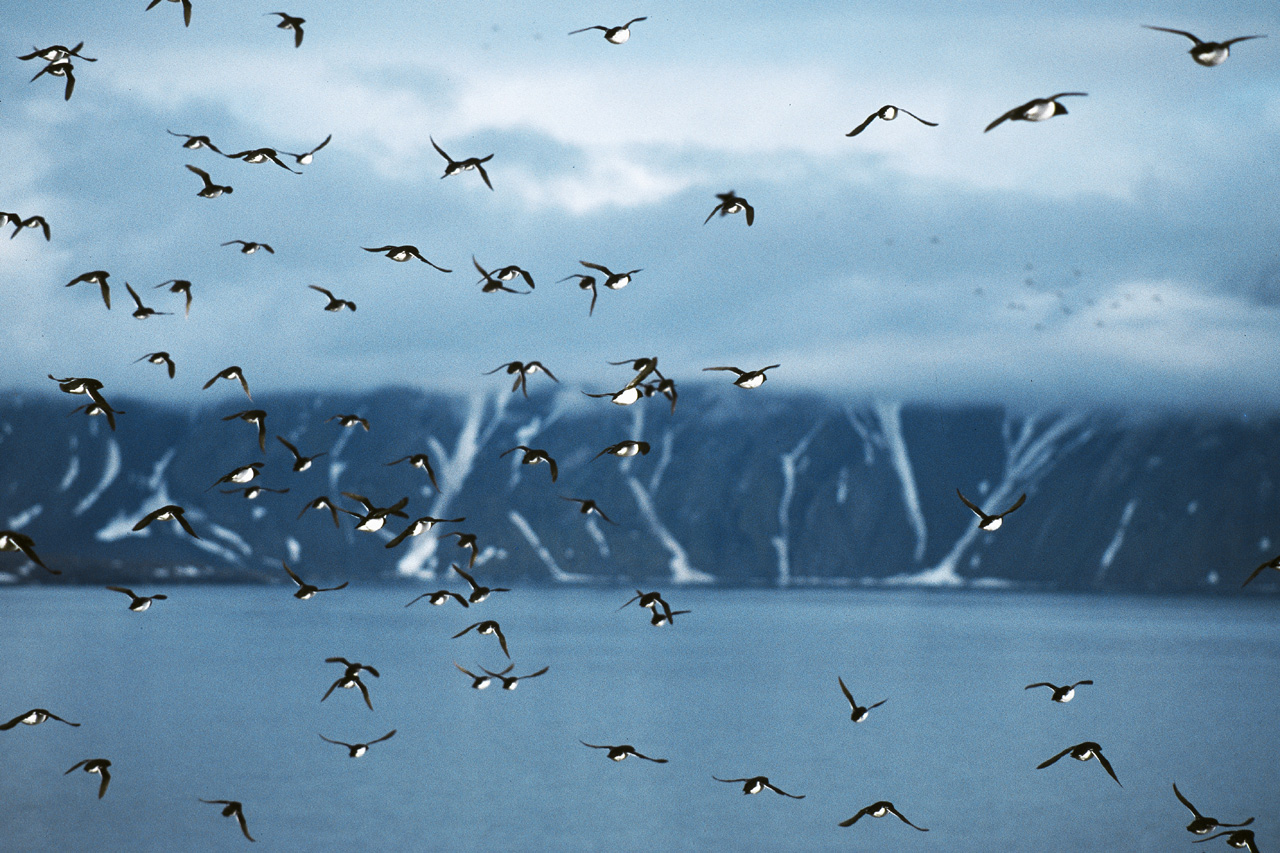
Alkekungar fotograferade på Svalbard.

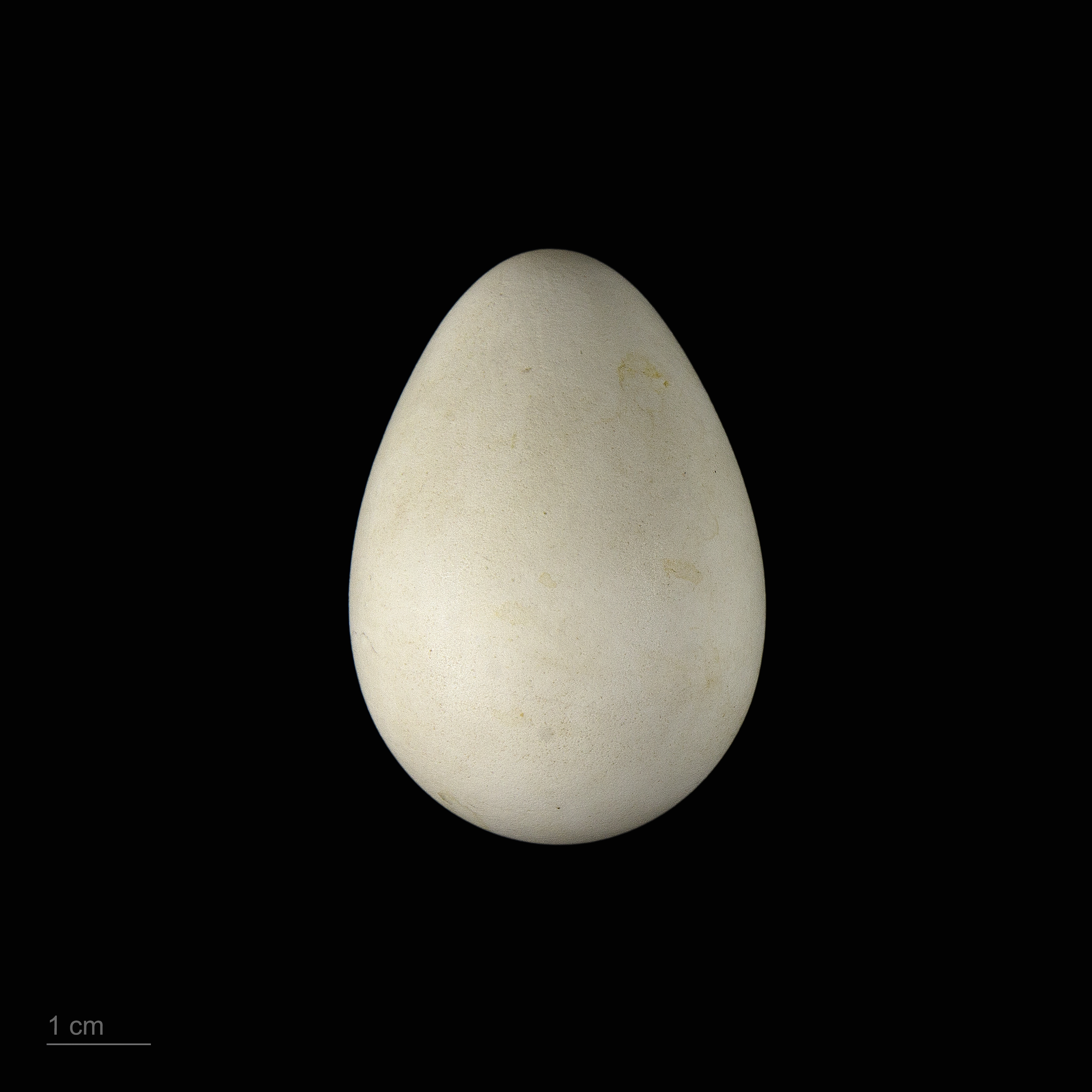
Alle alle

### Häckning
Fågeln lever i mycket individrika kolonier på klippiga kuster vid öppet isfritt hav. Den bygger sitt bo i klippsprickor och under stora stenar. Den lägger oftast endast ett ägg som paret tillsammans ruvar i mellan 28 och 31 dygn. Föräldrarna tar sedan tillsammans hand om ungen som blir flygfärdig efter ytterligare 23 till 30 dygn.

### Föda
De sociala alkekungarna söker oftast föda flockvis och lämnar sina berg i enorma svärmar. Den huvudsakliga födan är små kräftdjur och plankton som fiskas nära land i jämförelse med större alkor.

## Alkekung och människan
Alkekungen är traditionellt en viktig del av kosten hos inuiter på flera håll. Fåglarna fångas med särskilda håvar vid kolonierna. Kiviaq är en metod för beredning av alkekung varvid flera hundra fåglar placeras i ett sälskinn och fermenteras under ett antal månader. 

### Status och hot
Till alkekungens naturliga fiender räknas främst vittrut och fjällräv, vilka kan ta både ägg, ungar och vuxna fåglar. Det händer även att isbjörnar äter ägg. Eftersom den är en till stor del havs- och kustlevande fågel, drabbas alkekungen hårt av oljeutsläpp, som skördar offer i stora antal. Varmare klimat på Grönland och Island tros även ha inverkan på beståndet.

### Namn
Alkekungen har tidigare bland annat kallats alkeknot sjökung och grönlandsduva.